# Vladimir S. Matveev

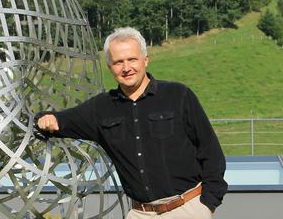
Vladimir Matveev, Mathematisches Forschungsinstitut Oberwolfach 2021

Vladimir S. Matveev (russisch Владимир Сергеевич Матвеев Wladimir Sergejewitsch Matwejew; * 25. April 1971 in Tscheljabinsk) ist ein deutsch-russischer Mathematiker, der sich mit Differentialgeometrie beschäftigt und Professor an der Universität Jena.

## Werdegang
Matveev studierte ab 1988 Mathematik an der Lomonossow-Universität Moskau, wo er 1997 bei Anatoli Timofejewitsch Fomenko und Alexei W. Bolsinow mit seiner Dissertation Singularities of the Momentum Mapping and Topological Structure of Integrable Geodesic Flows promoviert wurde. Danach war er als Postdoc an der Universität Bremen, am Max-Planck-Institut für Mathematik in Bonn, am IHES in Paris, an der Universität Warwick in Coventry und am Isaac Newton Institute in Cambridge, sowie als Dozent an der Universität Südural, Universität Freiburg und Universität Leuven tätig. Seit 2006 ist er Professor an der Universität Jena.
2005 gelang Matveev die Lösung des sogenannten Beltrami-Problems zur Beschreibung von geodätisch äquivaltenten Metriken, welches 1865 vom Mathematiker Eugenio Beltrami gestellt wurde.
Matveev nahm in seiner Jugend erfolgreich an Mathematik-Olympiaden teil, so gewann er 1987 Gold bei der Moskauer Mathematik-Olympiade. Er ist verheiratet und hat drei Töchter. Sein Vater Sergei Wladimirowitsch Matwejew ist ebenfalls Mathematiker.
Er ist nicht mit dem Mathematiker Wladimir Borissowitsch Matwejew und dem Mathematiker und Physiker Wiktor Anatoljewitsch Matwejew zu verwechseln.